# Vaux-Villaine
Pour les articles homonymes, voir Vaux et Vilaine.
Vaux-Villaine est une commune française, située dans le département des Ardennes en région Grand Est.

## Géographie
| Blombay             | L'Échelle       | Rouvroy-sur-Audry |
| Aubigny-les-Pothées | Vaux-Villaine   |                   |
| Lépron-les-Vallées  | Thin-le-Moutier | Neufmaison        |

### Hydrographie
La commune est dans le bassin versant de la Meuse au sein du bassin Rhin-Meuse. Elle est drainée par l'Audry et le ruisseau de Belzy,.
L'Audry, d'une longueur de 20 km, prend sa source dans la commune de Marlemont et se jette  dans la Sormonne à Remilly-les-Pothées, après avoir traversé neuf communes. 

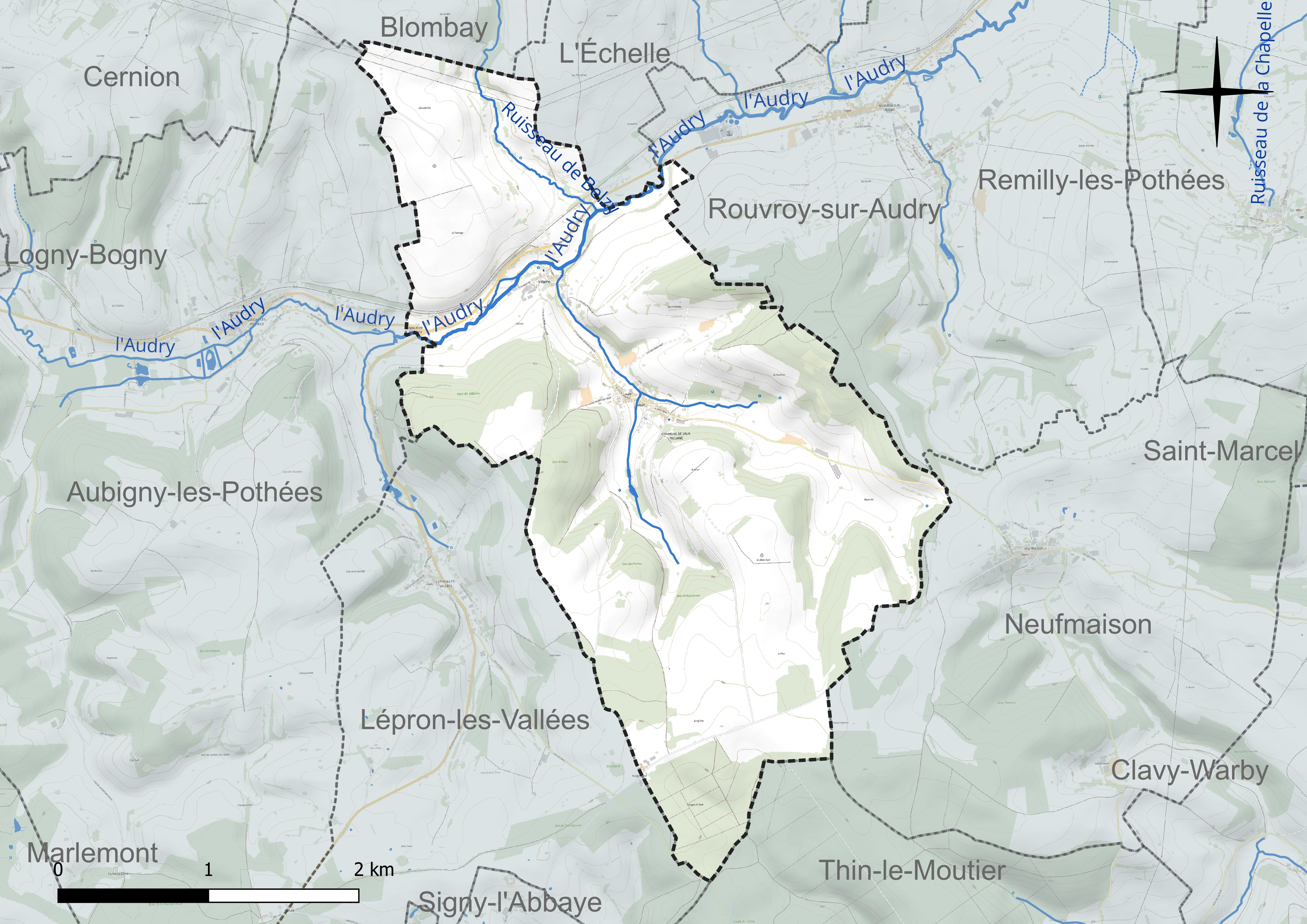
Réseau hydrographique de Vaux-Villaine.

### Climat
Pour des articles plus généraux, voir Climat du Grand Est et Climat des Ardennes.
En 2010, le climat de la commune est de type climat de montagne, selon une étude du Centre national de la recherche scientifique s'appuyant sur une série de données couvrant la période 1971-2000. En 2020, Météo-France publie une typologie des climats de la France métropolitaine dans laquelle la commune est exposée à un climat océanique altéré et est dans la région climatique  Nord-est du bassin Parisien, caractérisée par un ensoleillement médiocre, une pluviométrie moyenne régulièrement répartie au cours de l’année et un hiver froid (3 °C). 
Pour la période 1971-2000, la température annuelle moyenne est de 9,6 °C, avec une amplitude thermique annuelle de 15,4 °C. Le cumul annuel moyen de précipitations est de 993 mm, avec 14,4 jours de précipitations en janvier et 9,7 jours en juillet. Pour la période 1991-2020, la température moyenne annuelle observée sur la station météorologique de Météo-France la plus proche, « Signy-l'abbaye », sur la commune de Signy-l'Abbaye à 9 km à vol d'oiseau, est de 10,2 °C et le cumul annuel moyen de précipitations est de 1 060,5 mm. 
La température maximale relevée sur cette station est de 40 °C, atteinte le 25 juillet 2019 ; la température minimale est de −20,5 °C, atteinte le 17 janvier 1985,,. 
Les paramètres climatiques de la commune ont été estimés pour le milieu du siècle (2041-2070) selon différents scénarios d'émission de gaz à effet de serre à partir des nouvelles projections climatiques de référence DRIAS-2020. Ils sont consultables sur un site dédié publié par Météo-France en novembre 2022.

## Urbanisme

### Typologie
Au 1er janvier 2024, Vaux-Villaine est catégorisée commune rurale à habitat dispersé, selon la nouvelle grille communale de densité à 7 niveaux définie par l'Insee en 2022.
Elle est située hors unité urbaine. Par ailleurs la commune fait partie de l'aire d'attraction de Charleville-Mézières, dont elle est une commune de la couronne,. Cette aire, qui regroupe 132 communes, est catégorisée dans les aires de 50 000 à moins de 200 000 habitants,.

### Occupation des sols
L'occupation des sols de la commune, telle qu'elle ressort de la base de données européenne d’occupation biophysique des sols Corine Land Cover (CLC), est marquée par l'importance des territoires agricoles (70,6 % en 2018), en diminution par rapport à 1990 (71,8 %). La répartition détaillée en 2018 est la suivante : 
prairies (47,4 %), forêts (29 %), terres arables (22,2 %), zones agricoles hétérogènes (1,1 %), zones urbanisées (0,4 %). L'évolution de l’occupation des sols de la commune et de ses infrastructures peut être observée sur les différentes représentations cartographiques du territoire : la carte de Cassini (XVIIIe siècle), la carte d'état-major (1820-1866) et les cartes ou photos aériennes de l'IGN pour la période actuelle (1950 à aujourd'hui).

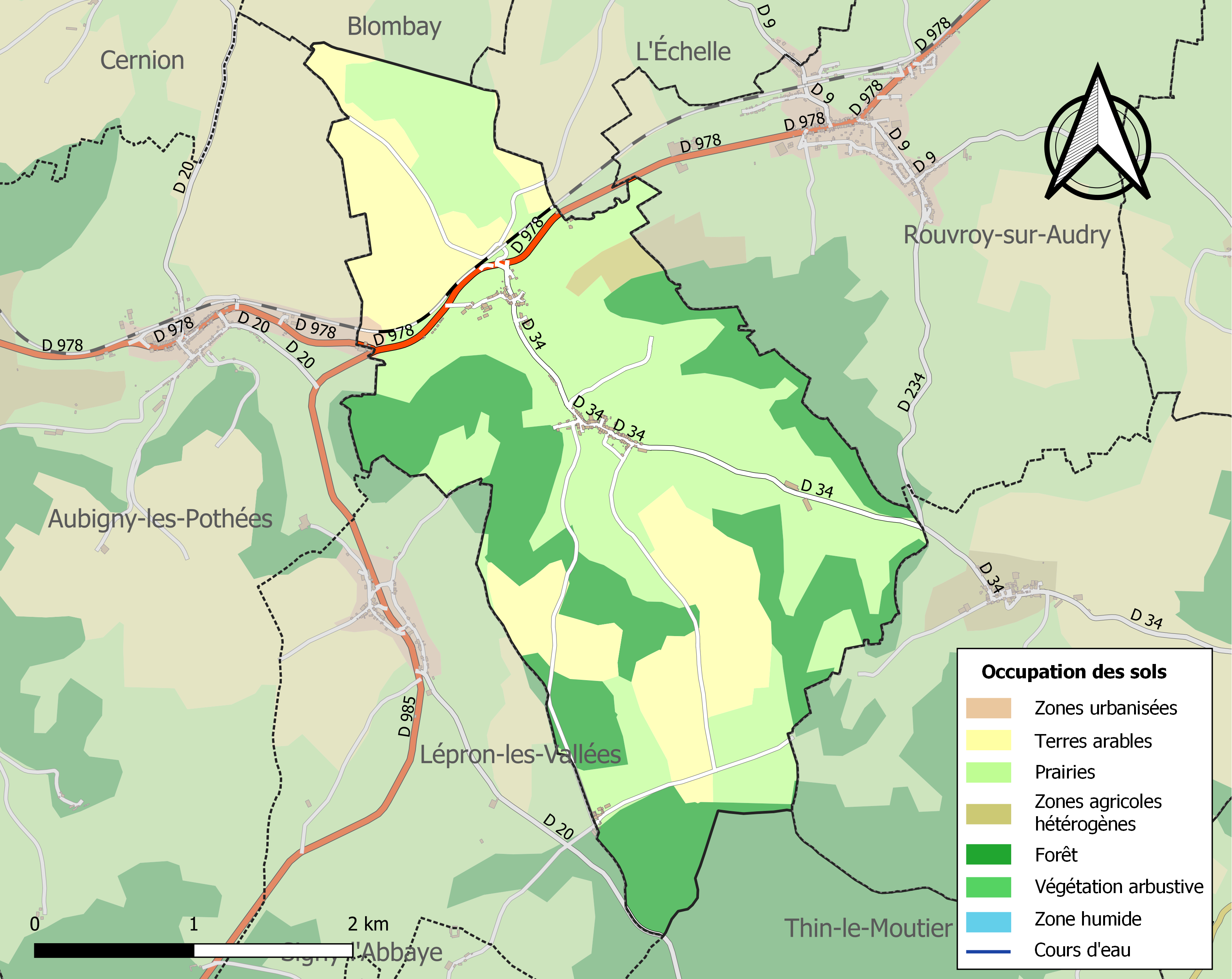
Carte des infrastructures et de l'occupation des sols de la commune en 2018 (CLC).

## Toponymie
Vaux : Pluriel de l'oïl vaus « vallées ».
Villaine est issu  du latin villana qui désigne une ferme (lui-même issu de villa qui désigne un domaine rural).

## Histoire
Vaux-Villaine est un village construit au début du 13e siècle par le chapitre de la cathédrale de Reims dans son domaine des Potées (ou Pothées) — qui tient son nom de « de Potestatibus » ou propriétés (avec la notion de souveraineté).
C’est donc un des 17 villages édifiés dans la forêt du même nom, avec Aubigny, Blombay, Cernion, Chilly, Ecle (sous Marby), Étalles, Flaignes-les-Oliviers, Justine, Laval-Morency, Lépron, Logny, Marby, Marlemont, Maubert-Fontaine, Prez et Sévigny-la-Forêt.
Nicolas V de Rumigny — et par la suite ses successeurs — en devient l’avoué à qui le chapitre accorde dès 1215 douze deniers blancs et une poule ou un chapon à recevoir annuellement de chaque famille des villages nouveaux. De son côté, l’avoué promet aux chanoines aide et assistance pour les constructions projetées et aux habitants son appui et protection.
Lors de la bataille de Rocroi, neuf maisons de Vilayne sont ravagées par les flammes. La moisson n'a pu être faite car mangée ou piétinée par les chevaux et les militaires. Le village de Vaux eu, lui a supporter le stationnement de l'infanterie du M. de Gassion et deux maisons furent brulées par le régiment de Witinclez.
En 1871, la commune de Vaux-Villaine perd un fraction de son territoire par l'érection de Lépron-les-Vallées en commune.

## Politique et administration
| Période                                  | Période                   | Identité                                            | Étiquette | Qualité     |
| ---------------------------------------- | ------------------------- | --------------------------------------------------- | --------- | ----------- |
| avant 1981                               | ?                         | François Thomas                                     |           |             |
| mars 2001                                | En cours (au 26 mai 2020) | Jean-Marc Rousseaux, Réélu pour le mandat 2020-2026 | LR        | Agriculteur |
| Les données manquantes sont à compléter. |                           |                                                     |           |             |

Vaux-Villaine a adhéré à la charte du Parc naturel régional des Ardennes, à sa création en décembre 2011.

## Démographie
L'évolution du nombre d'habitants est connue à travers les recensements de la population effectués dans la commune depuis 1793. Pour les communes de moins de 10 000 habitants, une enquête de recensement portant sur toute la population est réalisée tous les cinq ans, les populations de référence des années intermédiaires étant quant à elles estimées par interpolation ou extrapolation. Pour la commune, le premier recensement exhaustif entrant dans le cadre du nouveau dispositif a été réalisé en 2008.

En 2022, la commune comptait 189 habitants, en évolution de −3,08 % par rapport à 2016 (Ardennes : −2,97 %, France hors Mayotte : +2,11 %).
| 1793 | 1800 | 1806 | 1821 | 1831 | 1836 | 1841 | 1846 | 1851 |
| ---- | ---- | ---- | ---- | ---- | ---- | ---- | ---- | ---- |
| 370  | 433  | 510  | 497  | 510  | 533  | 535  | 579  | 582  |

| 1866 | 1872 | 1876 | 1881 | 1886 | 1891 | 1896 | 1901 | 1906 |
| ---- | ---- | ---- | ---- | ---- | ---- | ---- | ---- | ---- |
| 548  | 288  | 282  | 278  | 272  | 254  | 246  | 236  | 228  |

| 1911 | 1921 | 1926 | 1931 | 1936 | 1946 | 1954 | 1962 | 1968 |
| ---- | ---- | ---- | ---- | ---- | ---- | ---- | ---- | ---- |
| 221  | 219  | 232  | 223  | 219  | 183  | 189  | 176  | 139  |

| 1975 | 1982 | 1990 | 1999 | 2006 | 2008 | 2013 | 2018 | 2022 |
| ---- | ---- | ---- | ---- | ---- | ---- | ---- | ---- | ---- |
| 147  | 145  | 160  | 186  | 183  | 182  | 199  | 194  | 189  |

## Culture locale et patrimoine

### Lieux et monuments
- Église Saint-Remi de Vaux-Villaine.

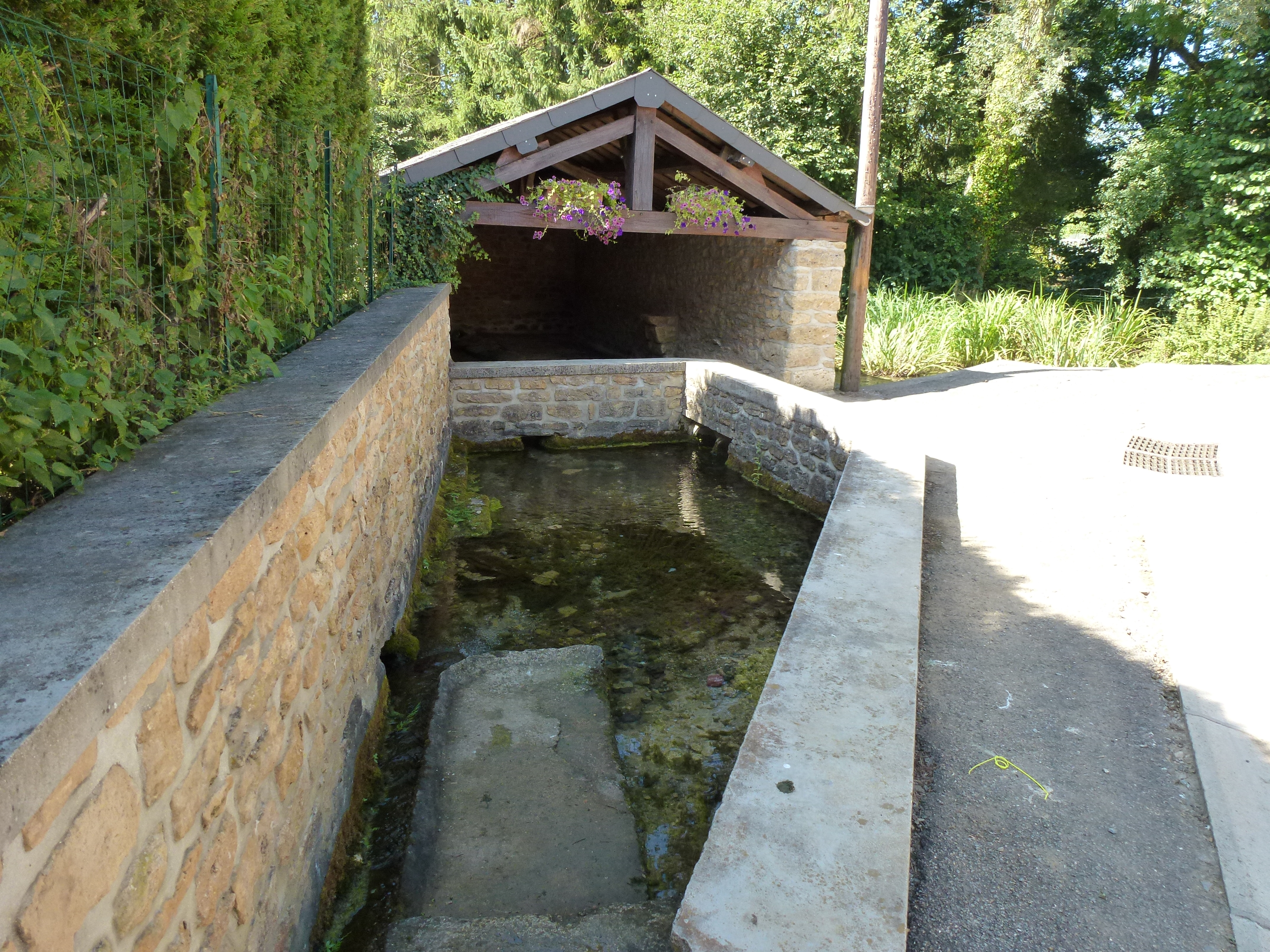
Lavoir.
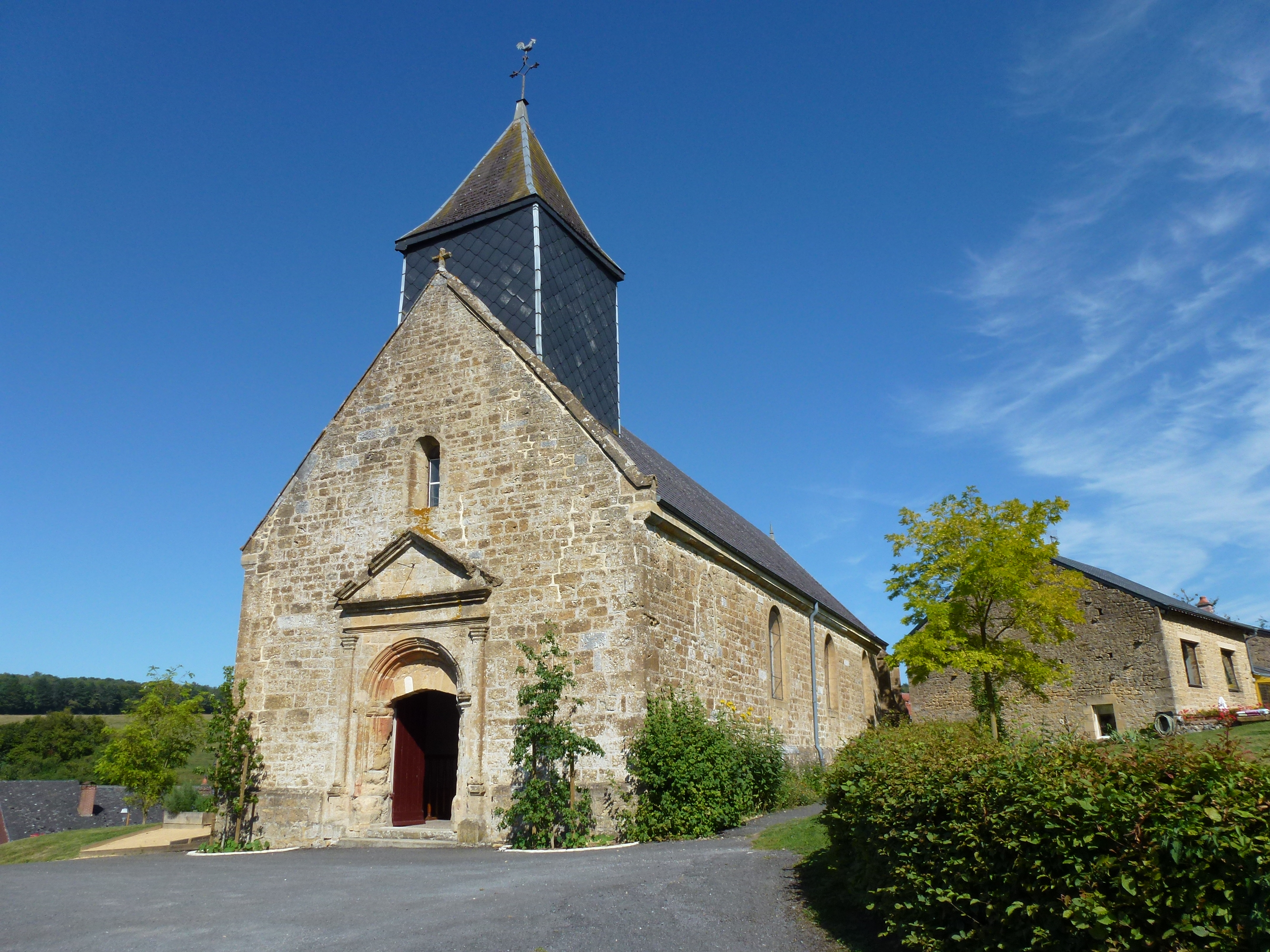
Église Saint-Remi.
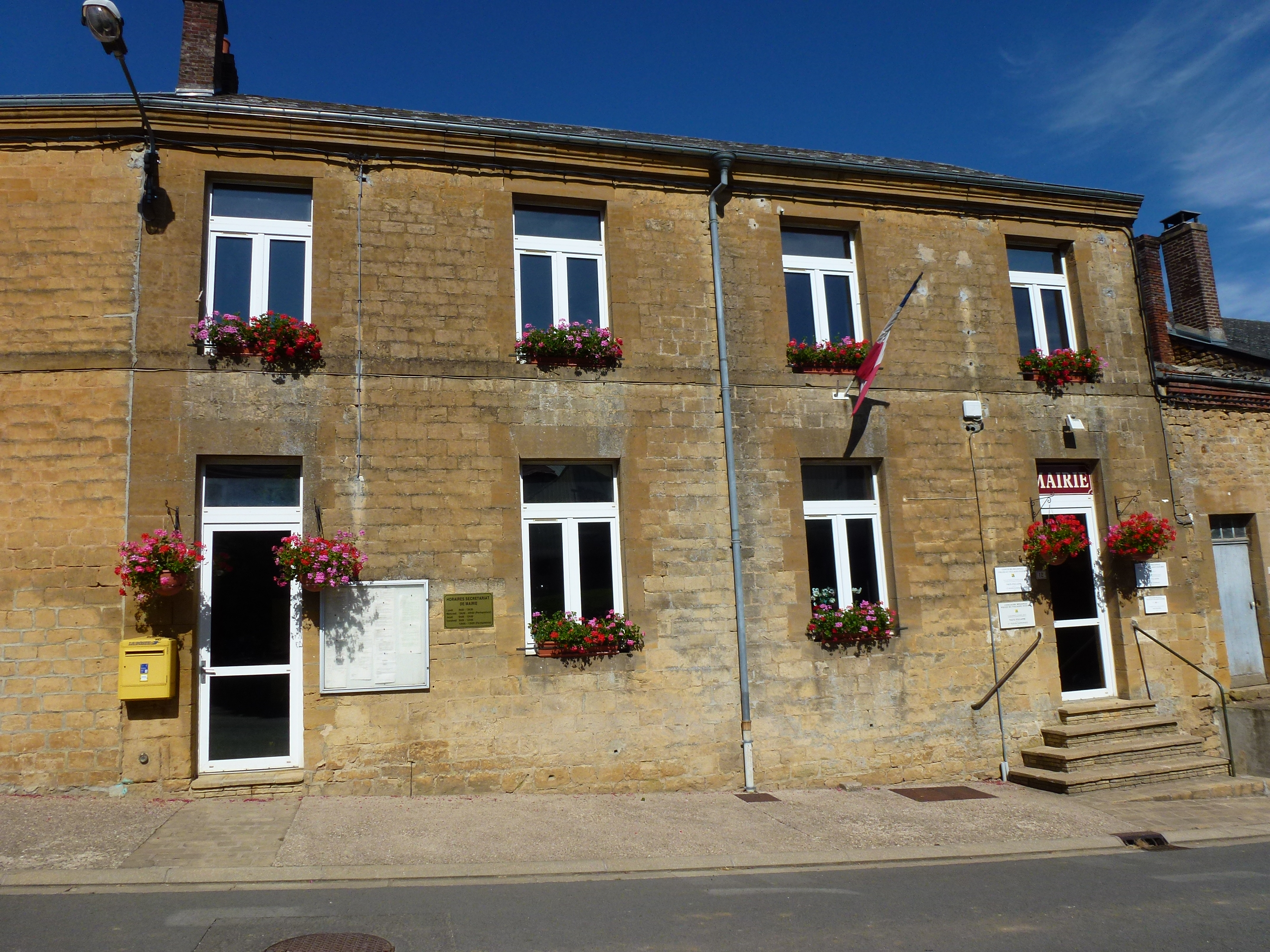
Mairie.
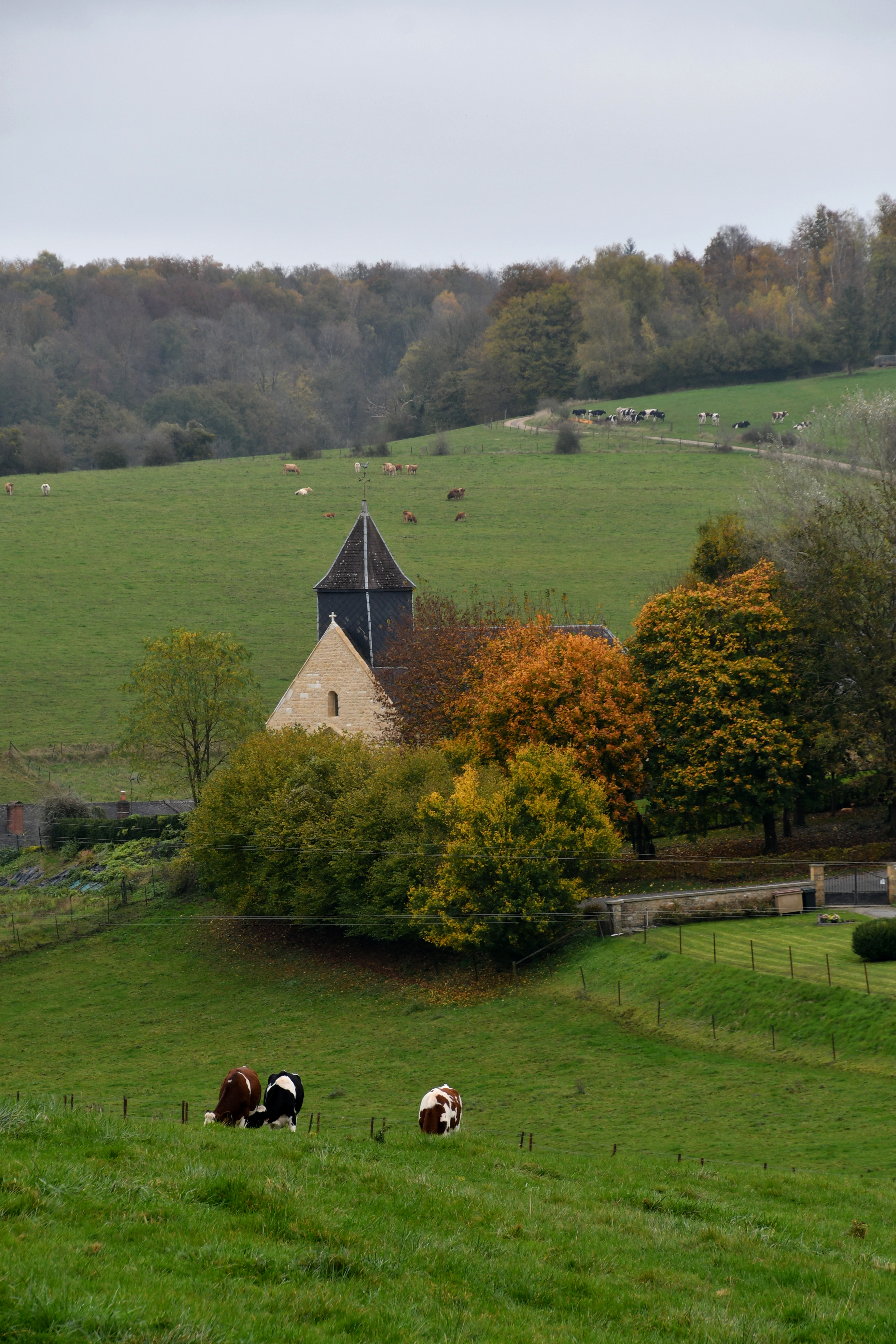
Église Saint-Remi avec couleurs d'automne.

### Héraldique
| Blason de Vaux-Villaine | Blason  | D'azur à la croix d'argent cantonnée de deux fleurs de lis d'or aux 3e et 4e, au chevron renversé de gueules mouvant des angles du chef, abaissé jusqu'à la pointe de l'écu, chargé d'un chevronnel renversé d'or et brochant. |
| Blason de Vaux-Villaine | Détails | Le statut officiel du blason reste à déterminer. |